# Adams skapelse
Adams skapelse är en Michelangelos takfresker i Sixtinska kapellet i Rom, målad av omkring 1508–1511 eller 1510. Den illustrerar den bibliska berättelsen från Första Mosebok (Genesis) där Gud Fadern andas liv i Adam, den första människan.

## Innehåll och stil
Scenen utgörs av en vänster- och en högerhalva. Till vänster vilar en naken mansgestalt, Adam, med överkroppen lutande på höger arm och med vänster ben högt uppdraget. Därvid kan han (nästan) låta den utsträckta vänsterarmen vila på vänster knä.
Adam tittar till vänster (till höger i bild för scenens betraktare), mot det håll som hans utsträckta vänsterarm pekar. Hans pekfinger nuddar nästan vid högerhandens pekfinger på Gud, som i en "röd sky" och omgiven av änglar och andra himmelska gestalter sträcker sig ner mot Adam där nere på marken. Gud på sitt moln och Adam nere på sin jord är dock endast något åtskilda i höjdled, förtydligat genom den en lutande marklinje som sträcker sig från ovan Adams huvud och ner till under Guds moln. Gud är klädd i en vit särk och bär ett vitt skägg.

## Renommé och tolkningar
Freskomålningen är endast en del av den stora målningssamlingen på Sixtinska kapellets väggar och i dess tak. Den är dock kapellets mest kända scen, och den har blivit föremål för otaliga kopieringar och bildreferenser i senare verk i olika medier. Bland annat härrör sig berömmelsen från bildens symboliska betydelse och utformning; detta är ögonblicket då människan genom Adam blir till, och nära bildens mitt kommer två pekfingrar knappt 2 cm från varandra i en symbolisk gest. Just detta nästan-nuddande anses av vissa vara den mest kända bilddetaljen inom den västerländska konsten, och vissa tycker sig se en elektrisk gnista (jämför tändstift) i tomrummet mellan de utsträckta fingrarna. Orsaken till den elektriska liknelsen skulle ha varit att om överförandet (av liv) skett utan kroppskontakt, måste överförandet ha skett på något annat sätt.
Även andra delar av bilden har också varit föremål för motstridiga tolkningar. Den "röda skyn" runt Gud och de himmelska varelserna, utformad som en stor svepning, har omväxlande tolkats som en hjärna (enligt formen) eller en livmoder (enligt färg och symbolisk betydelse). Enligt läkaren Frank Lynn Meshberger skulle Michelangelo använt liknelsen med hjärnan för att frammana Gud som givare av intelligens till den första människan.

## Bildgalleri

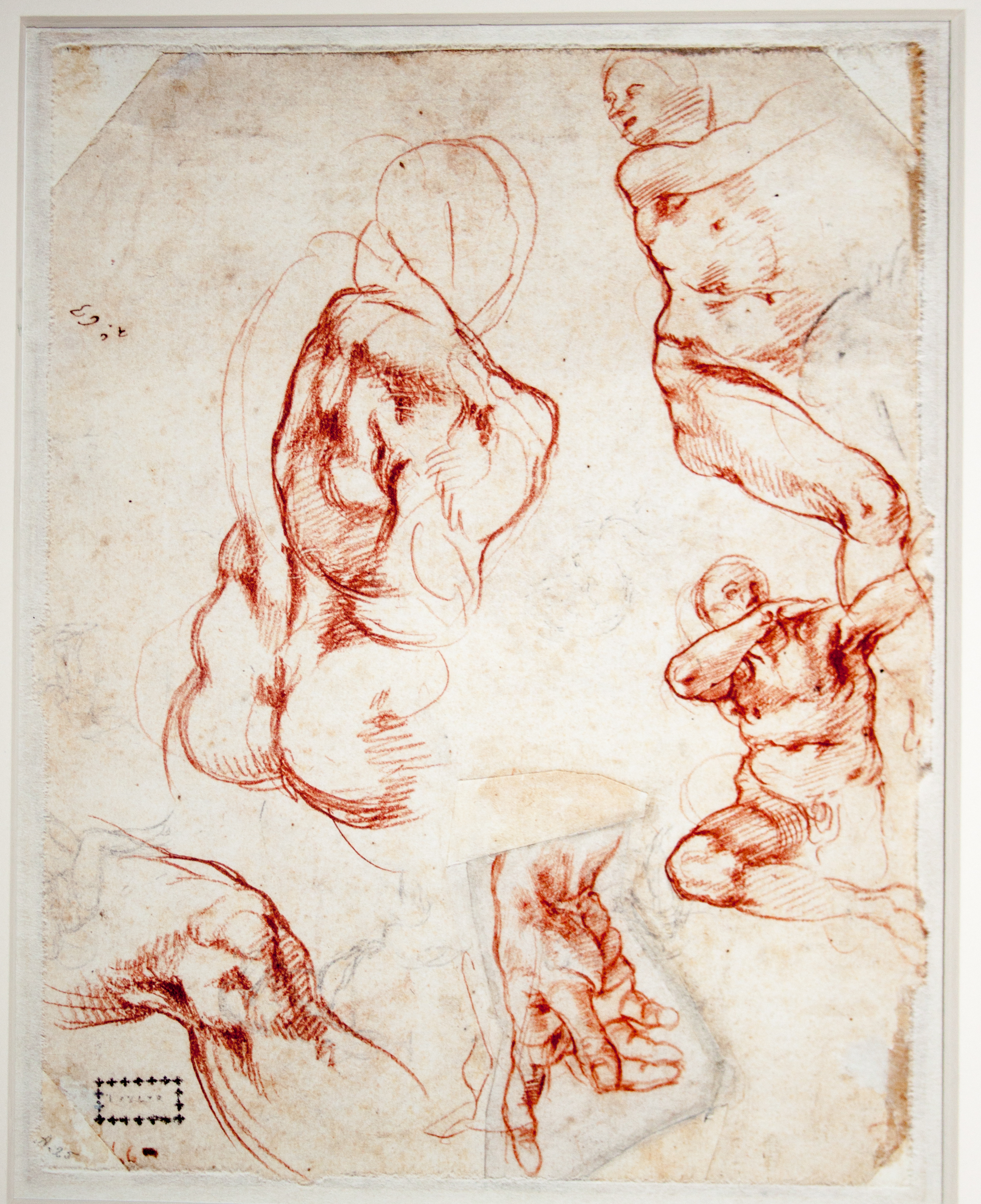
Förstudier av Michelangelo.
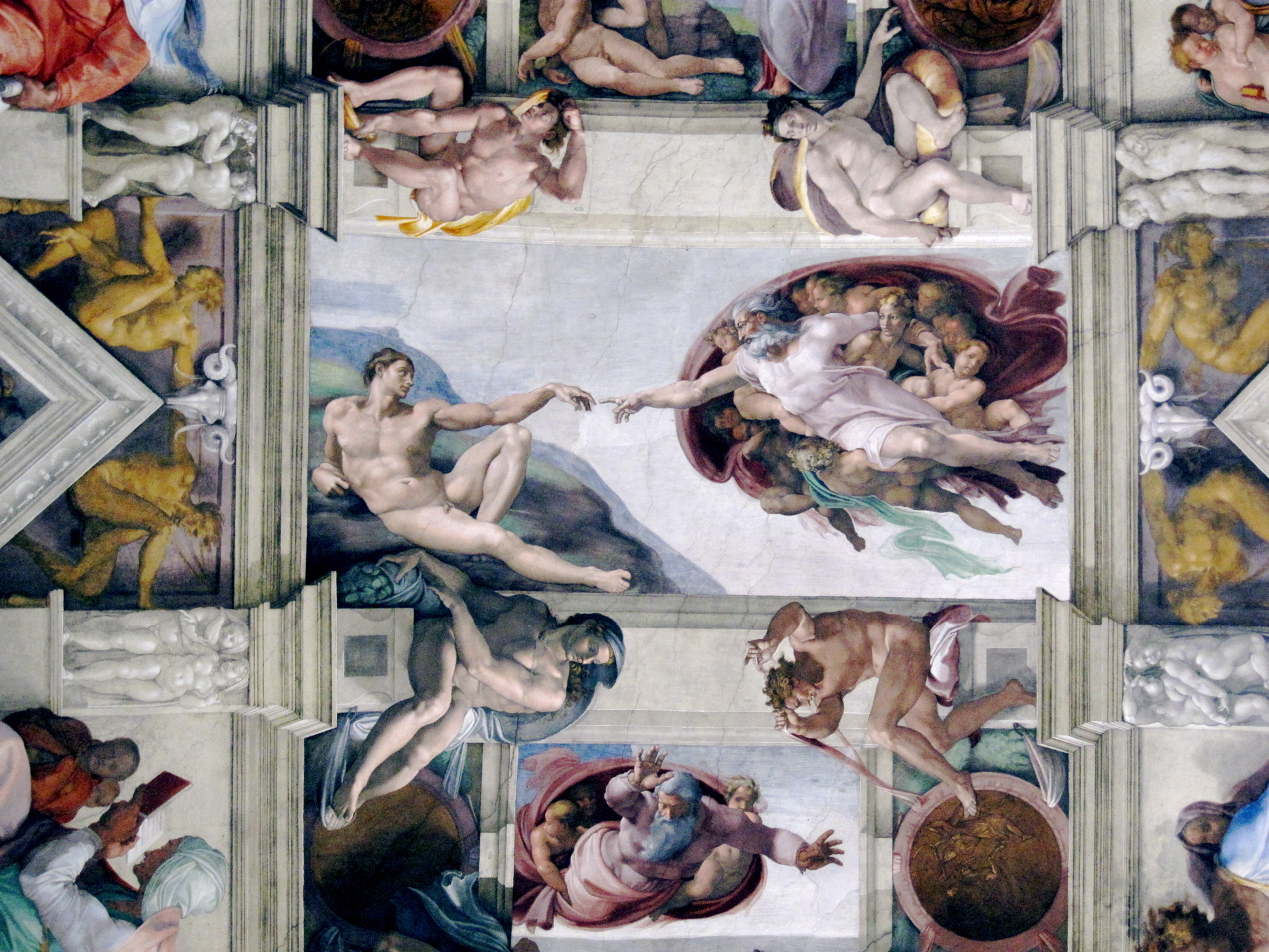
Scenen med omgivande figurer.
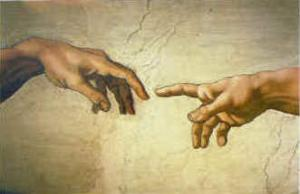
Detalj med de utsträckta händerna.
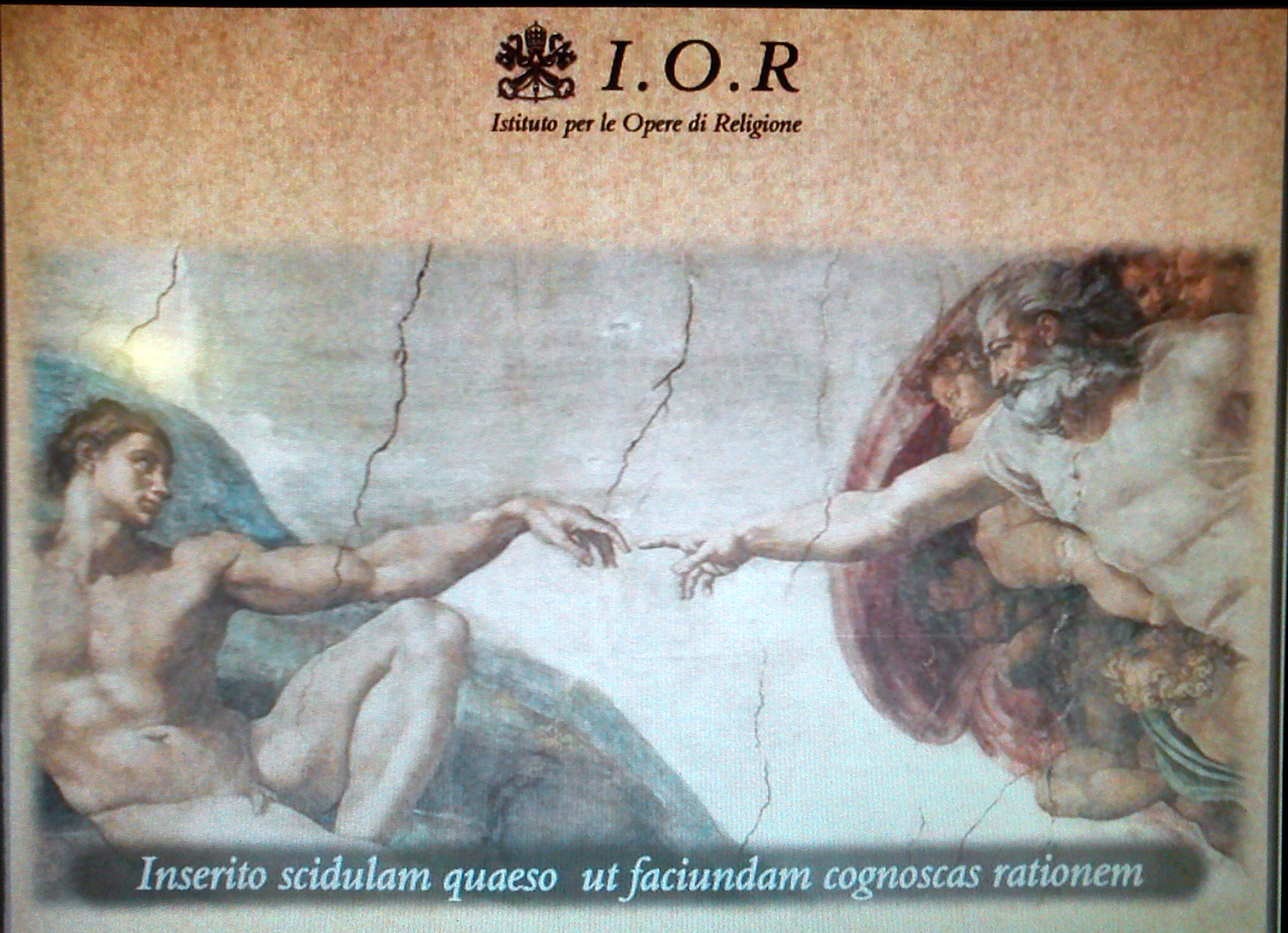
Bild från skärmen på en bankomat i Vatikanstaten.
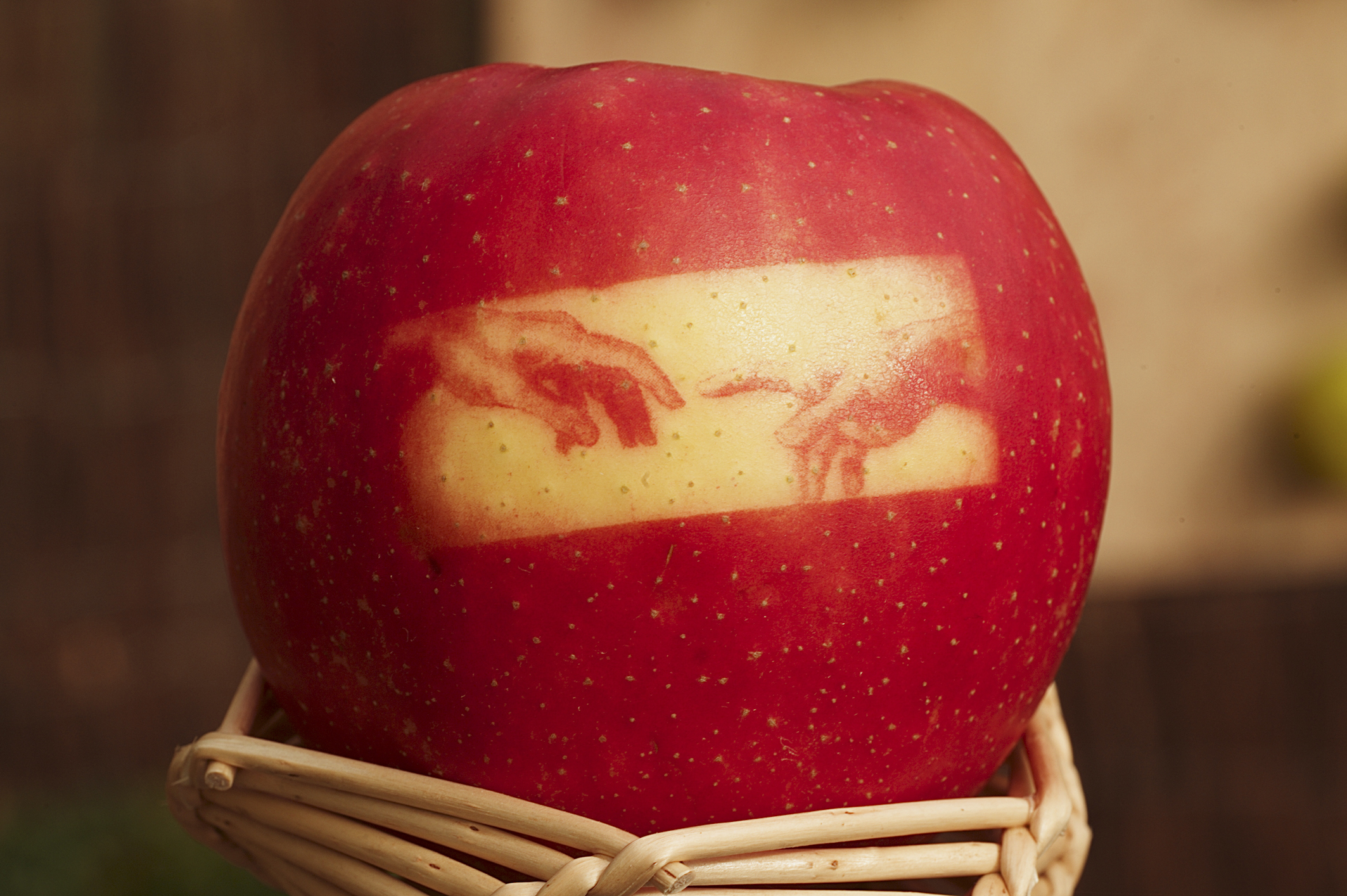
De utsträckta händerna kopierade på ett äpple (kunskapens frukt).
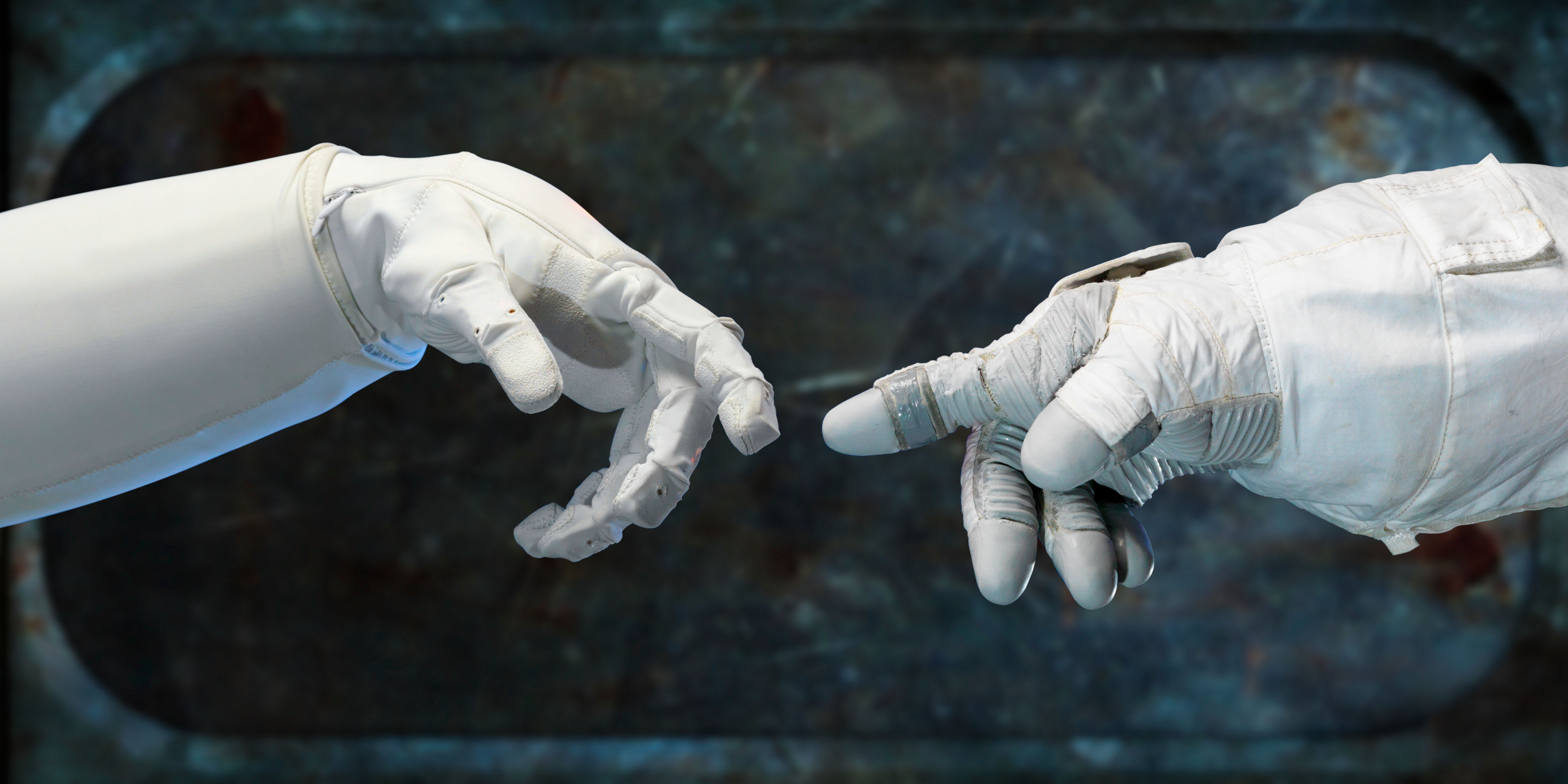
"Pekfinger-nästan-möte" på en utställning av NASA.
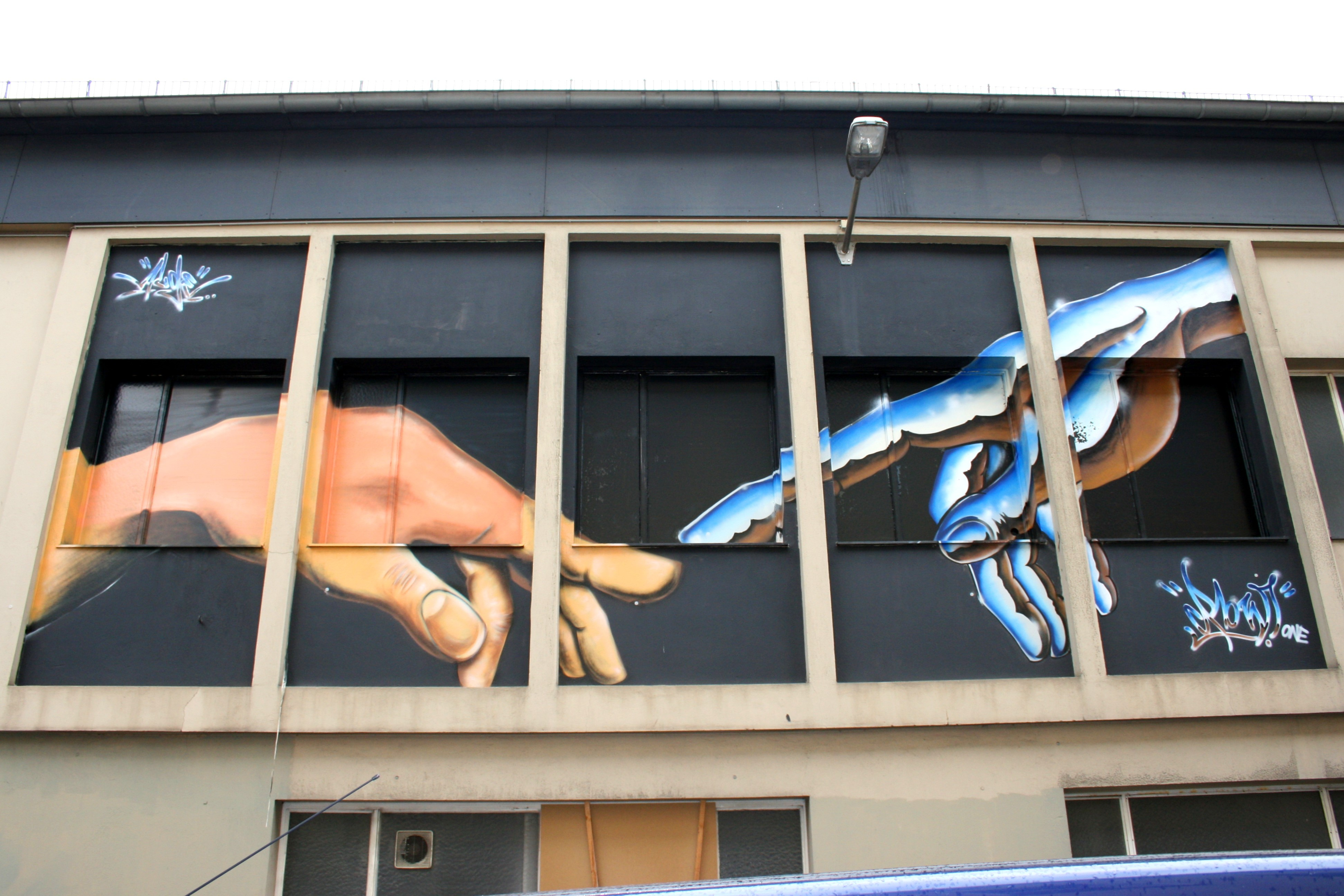
Fasad i tyska Wuppertal.
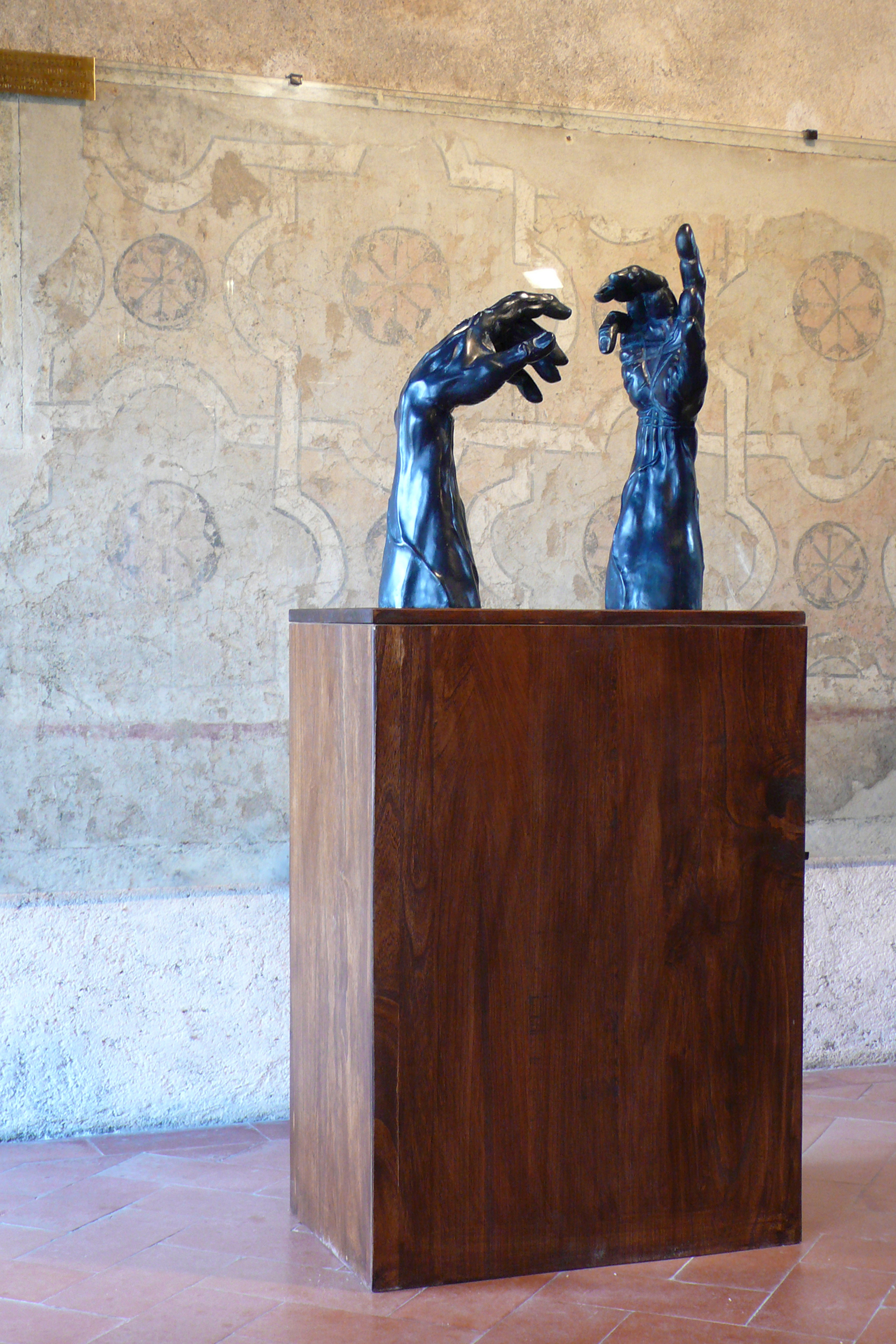
Alfredo Battistinis dubbelskulptur La creazione.